# Lars-Inge Bjärlestam
Lars-Inge Bjärlestam, född 1957 i Hässleholm, är en svensk cellist, pedagog och skolledare.

## Biografi
Bjärlestam är utbildad på cello vid Edsbergs musikinstitut för Erling Bløndal Bengtsson, i London för Ralph Kirshbaum och vid Yale University i USA för Aldo Parisot. Han har uppträtt och turnerat internationellt, ofta som den ena hälften av Duo Sentire som han bildat tillsammans med sin hustru, pianisten Ulrika Hebbe. Tillsammans med violinisten Nils-Erik Sparf bildade paret även pianotrion Trio Sentire. Duo Sentire turnerar regelbundet tillsammans med sina döttrar i The Hebbe Sisters (Emelie, Josefine & Maria Hebbe).   
Bjärlestam är sedan 1984 lärare vid Musikhögskolan Ingesund, idag en del av Karlstads universitet, och sedan 2002 universitetslektor där. Under en period undervisade han även vid Musikhögskolan vid Göteborgs universitet. Sedan 2004 är han parallellt med sitt lektorat verksam som rektor för den fristående Estetiska skolan i Arvika, som han och Ulrika Hebbe grundat.

## Diskografi
- Runeson: "Runeson", 1974, Polar LP POLS 255.
- Duo Sentire: Kärlek & Musik/Love & Music, 1993, Sentire CD 9212.
- The Hebbe Sisters & Duo Sentire: En strålande jul, 2016
- The Hebbe Sisters & Duo Sentire: På vår blomstrande äng, 2017